# Provincia de Erzurum
La provincia de Erzurum es una de las 81 provincias en que está dividida Turquía, administrada por un gobernador designado por el Gobierno central. Está rodeada por las provincias de Kars y Ağrı al este, las de Muş y Bingöl al sur, por Erzincan y Bayburt al oeste, por las de Rize y Artvin al norte y por la de Ardahan al noreste. Tiene una superficie de 24.741 km². Con una población (2012) de 778.195 habitantes, su densidad de 37,89 hab/km². La capital es Erzurum.

## Distritos

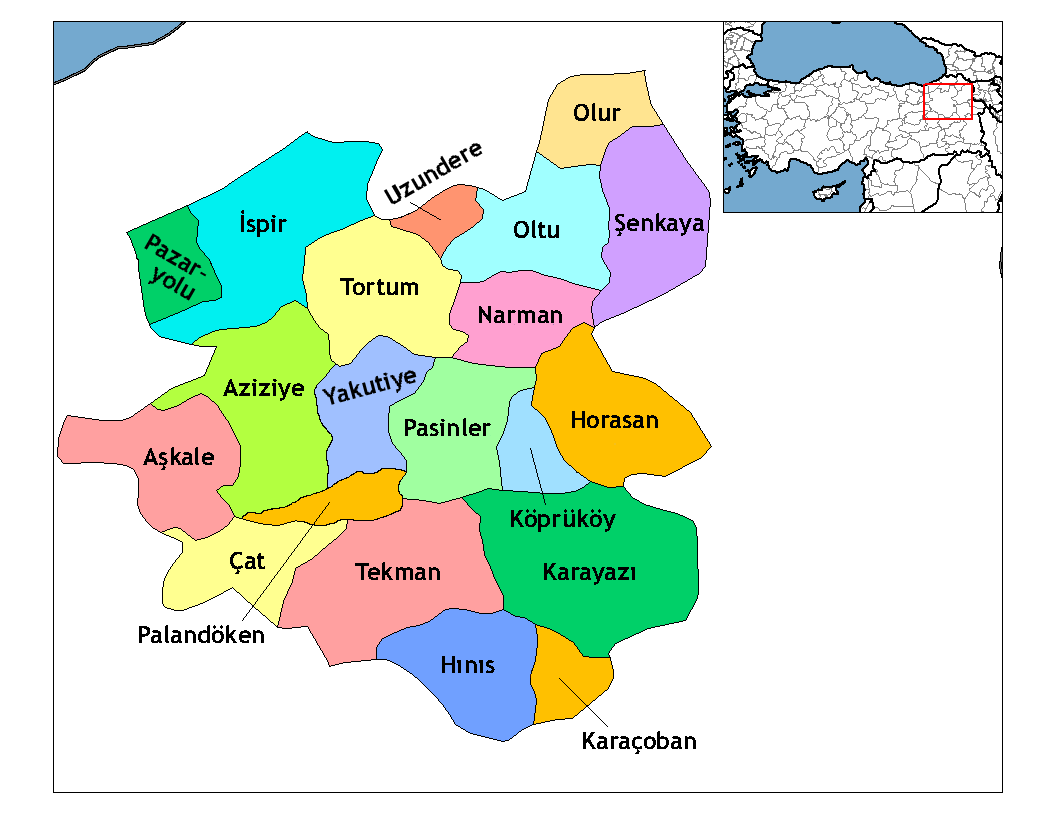
Distritos (ilçeler) de la provincia de Erzurum.

- Aziziye
- Aşkale
- Çat
- Hınıs
- Horasan
- İspir
- Karaçoban
- Karayazı
- Köprüköy
- Narman
- Oltu
- Olur
- Palandöken
- Pasinler
- Pazaryolu
- Şenkaya
- Tekman
- Tortum
- Uzundere
- Yakutiye

## Geografía
La provincia de Erzurum es la cuarta más grande de Turquía en cuanto a superficie. La mayoría de la provincia es elevada. La mayoría de las mesetas están a alrededor de 2000 m de altura sobre el nivel del mar, y las regiones montañosas más allá de las mesetas tiene una altura superior a 3000 m. En las depresiones entre las montañas y las mesetas se encuentran las llanuras. La cordilleras del sur son las montañas Palandöken (el pico más alto es el Büyük Ejder de 3176 m de altura) y las montañas Şahveled (el pico más alto es el monte Çakmak de 3063 m de altura). Dentro de las cordilleras del norte están las montañas Mescit (el pico más alto de 3239 m), las montañas Kargapazarı (el pico más alto de 3169 m) y las montañas Allahuekber.
El clima continental predomina en la provincia con largos y duros inviernos y cortos y suaves veranos. La temperatura mínima media es de -8,6 °C y la temperatura media más alta es de 19,6 °C. La precipitación media anual es 453 mm. La nieve cae durante 50 días y se mantiene durante unos 114 días.
Predominan las formaciones de estepa, ocupando alrededor del 60% de la superficie, gran parte de ella fértil. Las zonas forestales que no son grandes, consisten principalmente pinos silvestres y robles.
La parte oriental de la provincia se encuentra en la cuenca del río Aras y la parte occidental en la cuenca del Karasu, y la parte norte en la cuenca del Çoruh.
Hay unos lagos naturales en la provincia, el mayor de ellos es el lago Tortum (aproximadamente 8 km²). En la entrada de este lago se encuentra una central hidroeléctrica construida en 1963. Además hay tres lagos artificiales en la provincia.

## Historia
La región es conocida por haber sido habitada desde los tiempos de los hititas. La ciudad comprende una de las regiones históricas de Armenia y del pueblo armenio hasta que se produjo el genocidio armenio en 1915. La mayor parte de la provincia se incorporó al Imperio romano en el siglo IV cuando se fundó una ciudad llamada Erzen, el Imperio bizantino también construyó una ciudad en la región, llamada Teodosiópolis. La zona fue permanente una encrucijada de las principales rutas comerciales en Asia Menor, la zona fue un centro de importancia para los persas y los árabes que a menudo se enfrentaron con el Imperio bizantino. La zona también fue parte del reino armenio de Tayk en el siglo X. 
Amenazados, devastados y saqueados por los turcos selyúcidas en 1049, la antigua ciudad de Erzen fue conquistada, pero Teodosiópolis sobrevivió a la invasión. La dinastía gobernante de la época fue la de la saltúkidas. Teodosiópolis repelió muchos ataques y campañas militares de los selyúcidas y los georgianos hasta 1201 cuando la ciudad y la provincia fueron conquistados por el sultán selyúcida Süleiman II de Rüm en 1201. Erzen-Erzurum cayó al asedio mongol en 1242, y la ciudad fue saqueada y devastada. Después de la caída del Sultanato selyúcida de Anatolia (Rüm) a principios del siglo XIV, se convirtió en una provincia administrativa del Ilkanato, y después de su caída, pasó a formar parte de la Çoban beylik, Kara Koyunlu, los mongoles liderados por Tamerlán y de Ak Koyunlu. Por último, en 1514 la región fue conquistada por el sultán otomano Solimán el Magnífico.

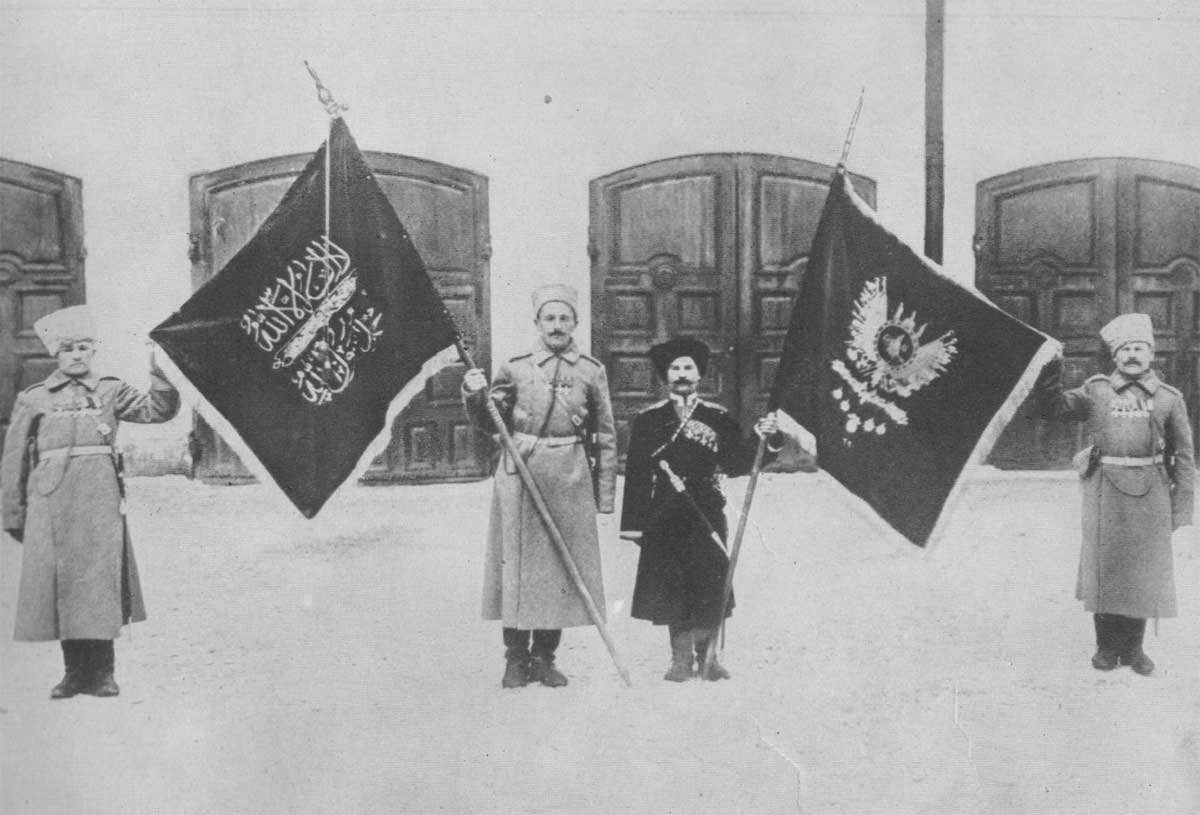
Las tropas rusas celebran la captura de las banderas de Erzerum.

Durante el reinado otomano, la ciudad sirvió como principal base militar del poder otomano en la región. A principios de 1600, la provincia se vio amenazada por Irán y estalló una revuelta, que se combinó con las revueltas Jelali (el levantamiento de los mosqueteros provinciales denominados Celali), respaldadas por Irán, que prolongó hasta 1628.
La ciudad fue conquistada por el ejército ruso en 1829, habida cuenta atrás para el Imperio otomano con el Tratado de Adrianópolis (Edirne). El poeta Aleksandr Pushkin acompañó al comandante ruso en jefe, Iván Paskévich y durante la expedición escribió una breve reseña de la campaña. La ciudad fue nuevamente asaltada por el ejército ruso a finales de la guerra Ruso-Turca en 1877.
La provincia fue el lugar de los principales combates durante la campaña del Cáucaso de la Primera Guerra Mundial entre las fuerzas rusas y otomanas, el enfrentamiento clave de esta campaña fue la batalla de Erzurum que concluyó con la captura de Erzurum por parte del ejército ruso bajo el mando del gran duque Nicolás el 16 de febrero de 1916. En 1918 se devolvió a los otomanos tras la firma del Tratado de Brest-Litovsk. Erzurum fue también la principal base turca durante la guerra de Independencia Turca. En 1924 fue declarada una provincia de Turquía.

## Economía
Aproximadamente el 18,5% de la superficie total es de tierra arable, de los cuales alrededor del 75% son cultivos. Una gran parte de las actividades agrícolas consisten en producir cereales. La mayoría de las industrias consisten de fabricación de la silvicultura, la agricultura, ganadería, química, textil y minería. Hay 81 plantas plantas industriales en la provincia, la mayoría de ellas situadas en el distrito central de Erzurum, y son generalmente pequeñas y medianas empresas. Debido a su relativamente pequeño tamaño, estas industrias sirven principalmente a mercados locales, cerca de 40 plantas se encuentran actualmente fuera de uso, principalmente debido a las altos gastos de operaciones.
La provincia de Erzurum tiene la mayor proporción de prados y pastos en Turquía, ideales para la ganadería. Sin embargo, aunque sigue siendo la principal ocupación de la población, la ganadería ha perdido su importancia a partir de 1980 con la introducción de economía liberal y la importación. Se está construyendo un gran parque industrial que se concentrara en el procesamiento de carne con las esperanzas de reactivar este sector. Los productos alimenticios incluyen la apicultura y las piscifactorías de trucha.
Los recursos minerales incluyen plomo, cobre, cromo, y zinc, cuyas reservas están casi agotadas. Existe una considerable cantidad de lignito, sin embargo debido a que sus porcentajes de ceniza y azufre son altos, sólo tiene uso industrial. También están presentes la magnesita, el yeso, el manganeso, la diatomita, el mármol, la sal y la perlita. Los pocos recursos naturales como la geotermia, a excepción de uno, no son adecuadas para las inversiones económicas, y se utilizan como fuentes naturales.
El PIB de la provincia de Erzurum es de 1,16 millones de dólares, lo que constituye menos del 1% del total y el 40.º en el ranking turco entre provincias.
El transporte es posible a través de carreteras pavimentadas y sin pavimentar. El aeropuerto internacional de Erzurum está abierto también para la Fuerza Aérea de Turquía. Las pistas de este aeropuerto son las segundas más largas de Turquía. Erzurum es también el principal centro de ferrocarriles de la región de Anatolia oriental.
La economía más grande, en los últimos años, ha sido la universidad. La Universidad Atatürk es una de las mayores universidades en Turquía, con más de cuarenta mil estudiantes. El turismo, también, ofrece una gran proporción de los ingresos de la provincia. Las actividades turísticas incluyen el rafting, el montañismo y el esquí, que se centra en la montaña Palandöken.